# هيمو فريدريش
هيمو فريدريش (بالألمانية: Heimo Friedrich) (و. 1911 – 1987 م) هو عالم نبات من النمسا .